# Demonax reticollis
Demonax reticollis är en skalbaggsart som beskrevs av Charles Joseph Gahan 1894. Demonax reticollis ingår i släktet Demonax och familjen långhorningar.
Artens utbredningsområde är Burma. Inga underarter finns listade i Catalogue of Life.